# Verhnie Pișceane (Sumî), Sumî
Verhnie Pișceane (în ucraineană Верхнє Піщане) este un sat în orașul regional Sumî din regiunea Sumî, Ucraina.

## Demografie
Componența lingvistică a localității Verhnie Pișceane
     Ucraineană (94,7%)
     Rusă (4,19%)
     Alte limbi (0,12%)
Conform recensământului din 2001, majoritatea populației localității Verhnie Pișceane era vorbitoare de ucraineană (94,7%), existând în minoritate și vorbitori de rusă (4,19%).